# A New Trick
A New Trick (deutsch: Ein neuer Trick) ist eine US-amerikanische Kriminalkomödie des Regisseurs David Wark Griffith aus dem Jahr 1909. Das Drehbuch schrieb ebenfalls Griffith, der Stummfilm ist eine Produktion der American Mutoscope and Biograph Company.

## Handlung
Eine junge Frau geht im Park spazieren und verliert ihre Geldbörse. Ein nachfolgender junger Mann nimmt das Fundstück auf, bestreitet der Besitzerin gegenüber jedoch, dass er die Geldbörse hat. Zwei junge Männer kommen vorbei, erfahren von dem Vorgang, und versprechen der Frau, dass sie ihr helfen werden.
Sie kaufen bei einem Anstreicher rote Farbe und ein Messer. Mit Hilfe einer Abkürzung geraten sie vor den Dieb und einer der Jungen legt sich mit dem farbverschmierten Messer auf den Boden. Der andere ruft um Hilfe und versteckt sich. Als der Dieb angelaufen kommt und den Tatort des vermeintlichen Mordes erreicht springt der zweite Junge aus seinem Versteck und beschuldigt ihn, der Mörder zu sein. So wird der Dieb gezwungen seine Taschen zu leeren, die unterschlagene Geldbörse kommt ans Licht und kann ihrer Besitzerin zurückgegeben werden.

## Produktionsnotizen
A New Trick wurde in Edgewater im US-amerikanischen Bundesstaat New Jersey gedreht.
A New Trick hat eine Länge von 223 Fuß und wurde zusammen mit The Lonely Villa auf einer Rolle 35-mm-Film veröffentlicht. Der Film wurde am 10. Juni 1909 beim United States Copyright Office registriert und kam am selben Tag in die Kinos. Kopien sind in der Library of Congress und im Museum of Modern Art Department of Film erhalten.

## Kritik
The Moving Picture World veröffentlichte in ihrer Ausgabe vom 5. Juni 1909 eine kurze Inhaltsangabe und Besprechung. A New Trick sei eine der cleversten kleinen Komödien die die Biograph Company bislang veröffentlicht habe, kurz und präzise.